# 別子銅山記念館
別子銅山記念館（べっしどうざんきねんかん）は、愛媛県新居浜市の山根公園に隣接する博物館。

## 概要
元禄年間から約280年もの長きにわたって日本の貿易・産業を支え、現在の住友グループの礎となり1973年（昭和48年）にその幕を閉じた別子銅山の歴史や技術を後世に伝えるために、1975年（昭和50年）に住友グループ各社が共同で設立した。
別子銅山のお膝下で、住友各社が生まれ今も主力工場が多く立地する愛媛県新居浜市の南部、山根地域にある。ここは市の平野部と山岳部の境界にあたり、付近はかつて銅山で働いていた従業員のための社宅や厚生施設などが集積した地である。現在は住宅や総合運動公園などが整備され、市民の生活・憩いの場として重要な位置づけをされている。
その山根の厚生施設跡に整備された山根公園の南部にある大山積神社の境内に記念館はあり、山の斜面を利用した半地下構造で屋根には1万本を越えるサツキが植えられており、周囲の景観を損ねることなく溶け込んだ雰囲気となっている。
館内は銅山や住友の歴史を紹介するコーナーや、銅山およびその周囲の地質などを鉱石・模型などを用いて説明するコーナー、当時の生活を紹介するコーナーなどの６コーナーで構成されており、単なる資料館の域を越えた立派な博物館として整備されている。また館外には明治期の近代化に一役買った日本初の山岳鉄道である鉱山列車「別子1号」や各車両の現物が展示されている。その充実した展示品、施設の保存維持管理には多額の経費がかかるであろうが、この記念館の入場料は無料であり住友グループの資金などにより運営されている。その点だけを見ても特異な施設であり、いかに住友各社が別子銅山を特別・重要なものとして意識しているかをうかがわせる。積極的な宣伝活動をしていないが、年間1万人以上が来館している。
ロビー正面に大鉑（昭和43年に奉献された最後のもので約300kgの鉱石を藁で飾り神輿にしたもの）を展示、ついで次の６コーナーがある。
- 泉屋（住友）：銅山師で銅商の泉屋の歴史を絵図や古文書・図巻・器物などの記念品紹介している。
- 歴史：元禄3年の鉱床発見以降の開坑から閉山までの別子銅山の推移を古文書・絵図・模型、また写真で紹介。
- 地質・鉱床：別子銅山とその周辺の鉱山の地質・鉱床のあらましを地図や測量機材・鉱石標本で紹介。
- 生活・風俗：山内作業や風俗を各種道具・服装・各施設を写真や現物で紹介。
- 技術：削岩機、照明器具、採鉱用小道具などを現物で、また模型で紹介。
- 四阪島：島の模型や海底ケーブル・煙突避雷針等、また島内の写真で紹介。

館外の展示物

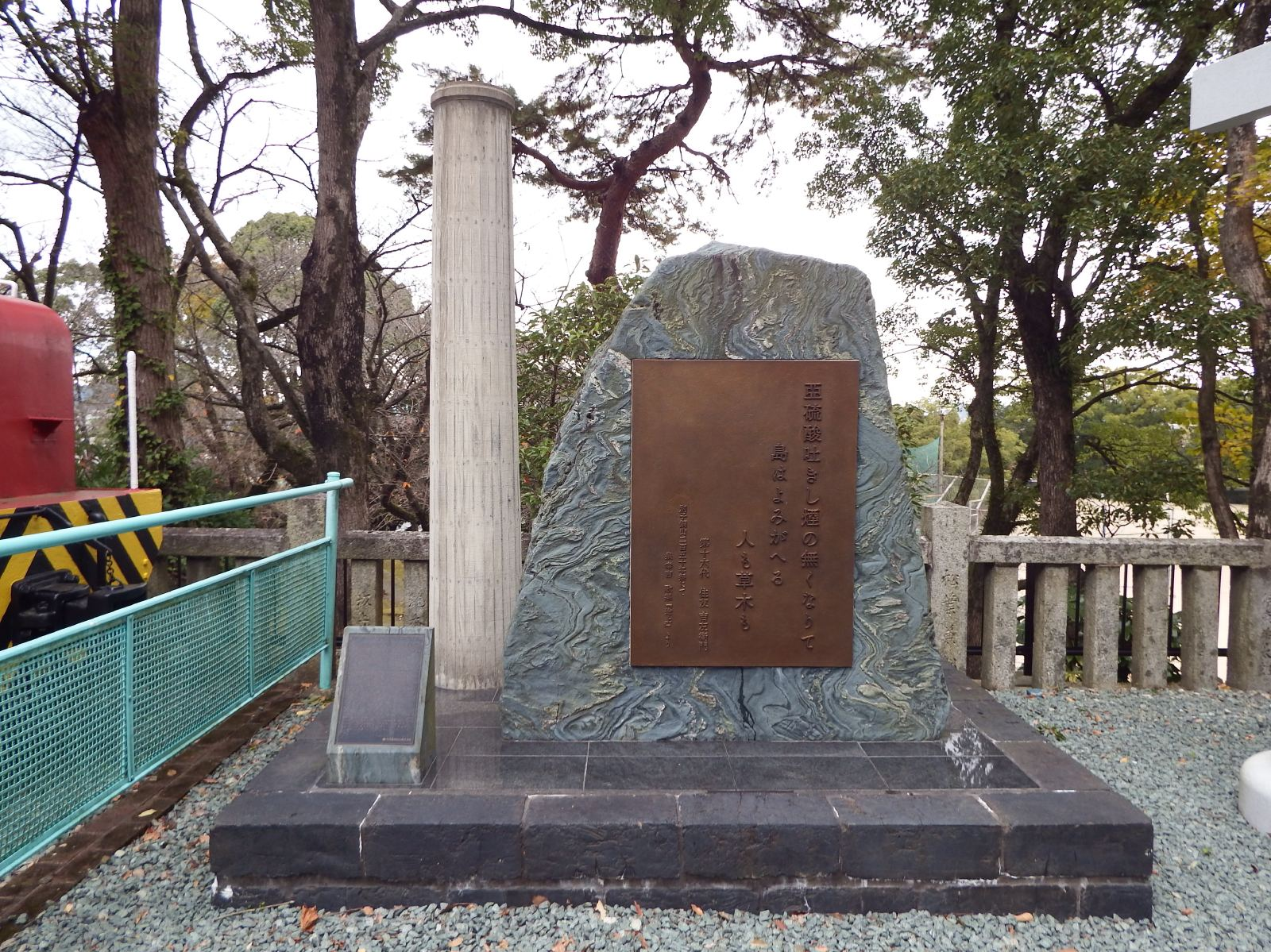
四阪島大煙突模型

- 四阪島大煙突記念碑：平成26年（2014）9月建立。前年7月に解体された大煙突の25分の1のミニチュア。
- 別子1号機関車：準鉄道記念物指定番号1、1963年（昭和38年）10月14日指定。[2]現在マイントピア別子で観光列車として走っている別子1号は、現物を少し小さく再現したもので、当時使われていた現物はここに静態保存されている。
- 坑内牽引6tトロリー電車：第四通洞専用の鉱石と人の牽引電車。
- かご電車：1938年から閉山の1972年まで東平から銅山峰嶺南の旧別子まで4kmの坑内の人の輸送に使用。
- 鉱山専用電気機関車ED104号：1950年電化の後に鉱石輸送のため日立製作所より部品を購入し別子事業所で組み立てた自社製で208tを引っ張る。

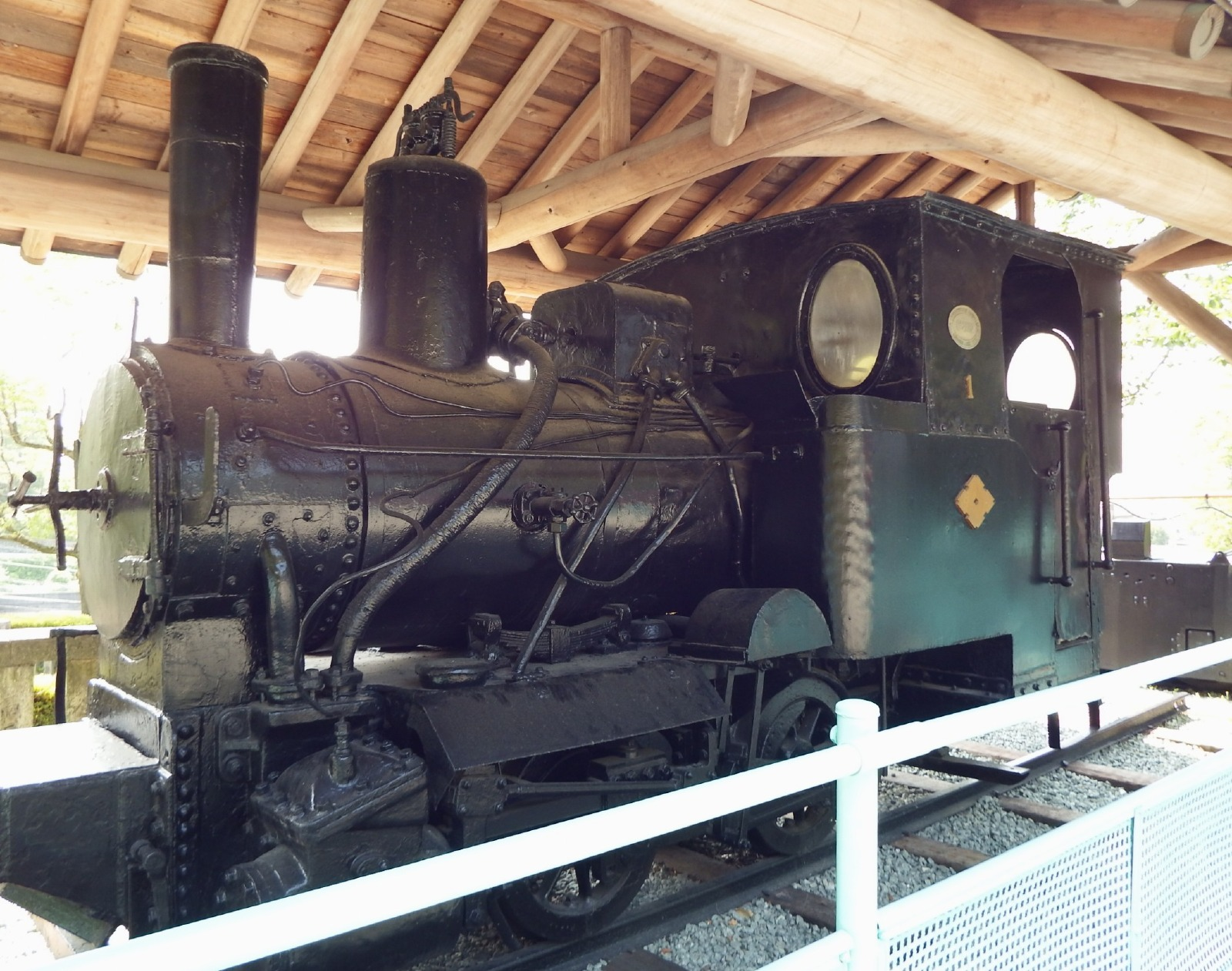
別子1号
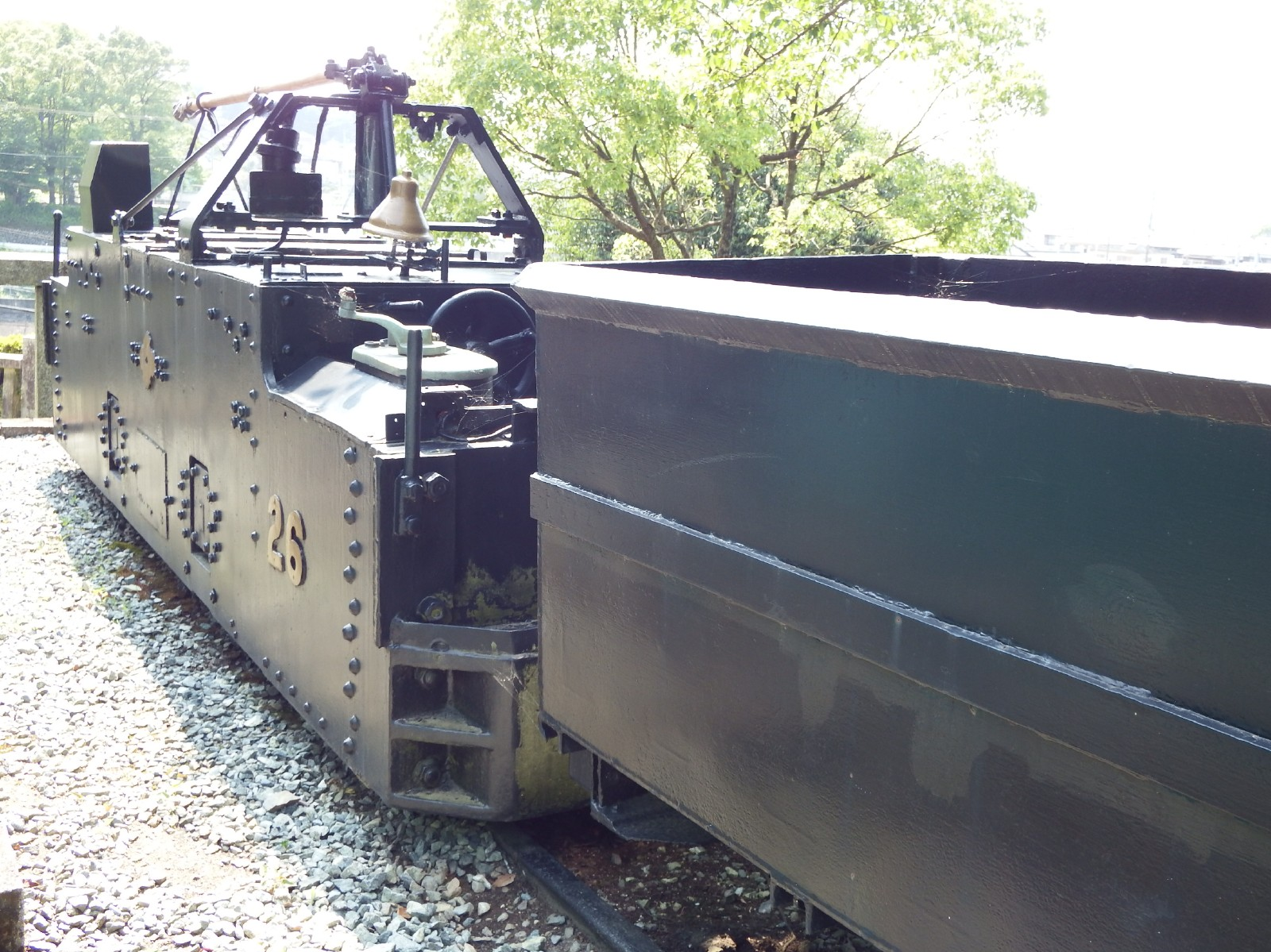
坑内牽引6tトロリー電車
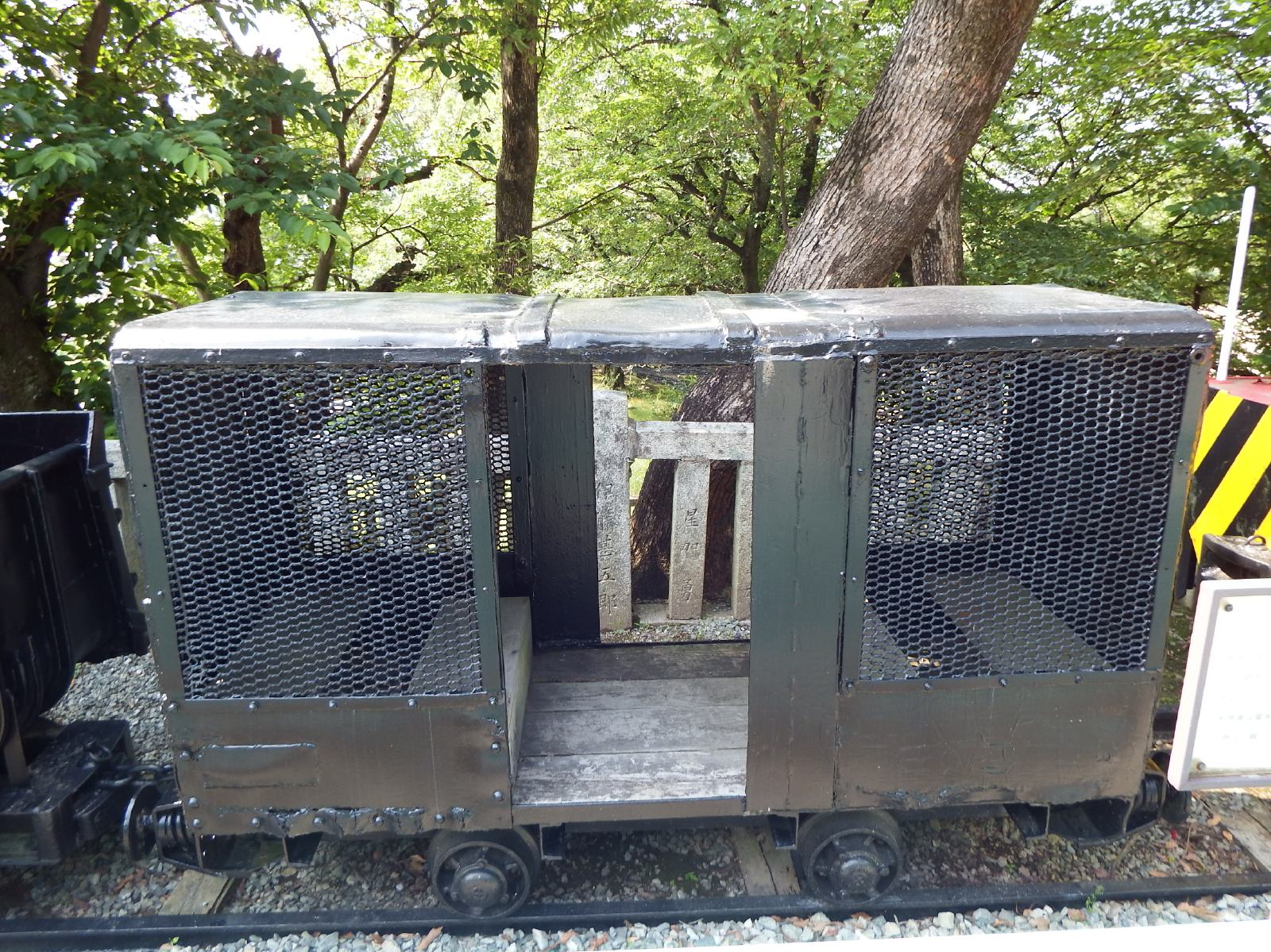
かご電車
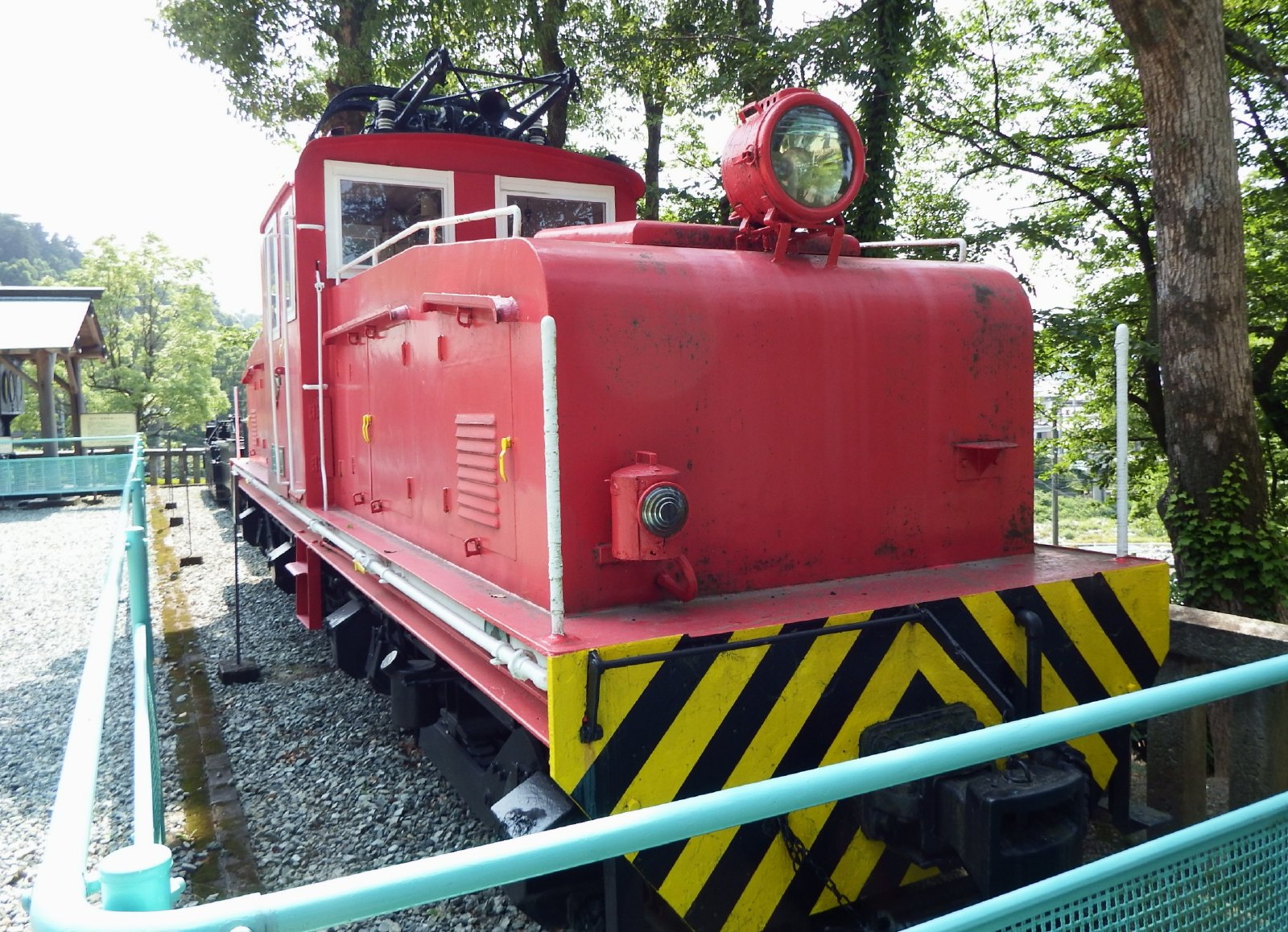
鉱山専用電気機関車

## 利用情報
開館時間：午前９時～午後４時
休館日：毎週月曜日・国民の祝日（祝日が日曜日と重なる場合は開館）、年末年始（12月29日～1月3日）と10月17日
入館料：無料
入館時に住所氏名を記帳のこと、館内撮影禁止

## 周辺の関連遺産
- 山根競技場観覧席：住友社員の奉仕作業により1928年（昭和3年）に建設されたもので、高さ14m幅170m最大170段の石積み、2009年（平成21年）8月7日に国の登録有形文化財に登録された。
- 旧山根製錬所煙突：新居浜市角野新田町3丁目にある煙突[3]。別子銅山の製錬事業を山中から市街地の山根製錬所に移転させるために建設された煙突で1888年完成[3]。四角形平面の煉瓦造、高さ19m。煙突から排出される亜硫酸ガスが問題となり1995年に閉鎖となった[3]。2009年（平成21年）8月7日に国の登録有形文化財に登録された。
- 大山積神社：元禄4年（1691年）6月、別子銅山開業の際に鎮護の神として大三島より銅山峰嶺南の旧別子に勧請されたが、銅山の重点が東平そして端出場に移ることにより1927年（昭和2年）10月内宮神社に仮遷座された後、1928年（昭和3年）5月1日現在地に遷座した。
- 山根収銅所：坑内排水に含まれた銅成分を取り除く設備で、明治38年（1905）に建設されたもので現在も現役で稼働中である。当館と川を挟んで西側の内宮神社の下にある。
- 立川中宿・立川精銅所跡：当館とマイントピア別子の中間にあり、別子銅山と口屋との粗銅や生活物資運搬の中継基地として1702年（元禄15年）立川中宿が設置された。1869年（明治9年）からは立川精銅所が置かれたが、1888年（明治21年）惣開に精銅所ができるとその役目を終えた。

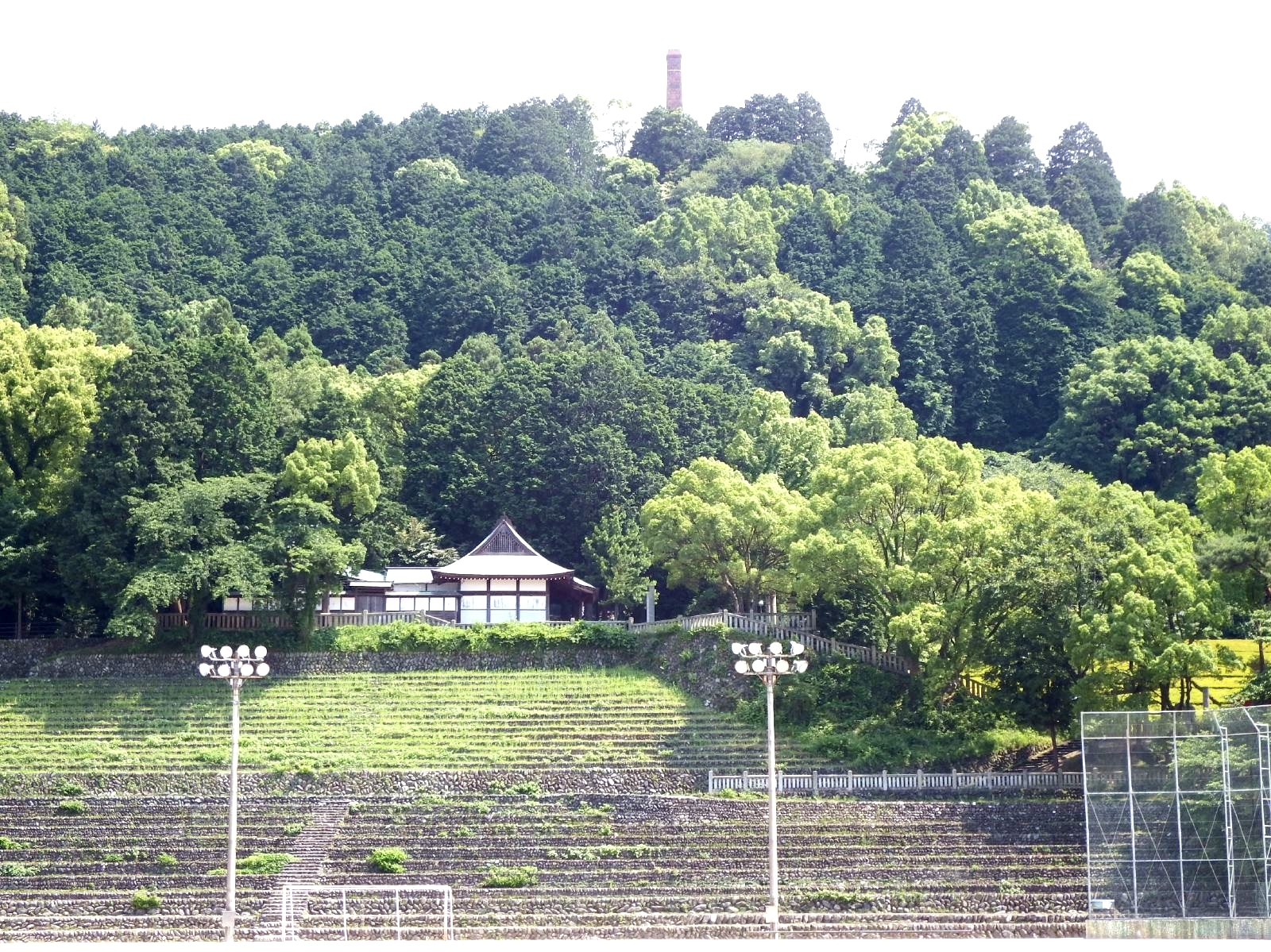
山根グラウンドの観覧席と煙突
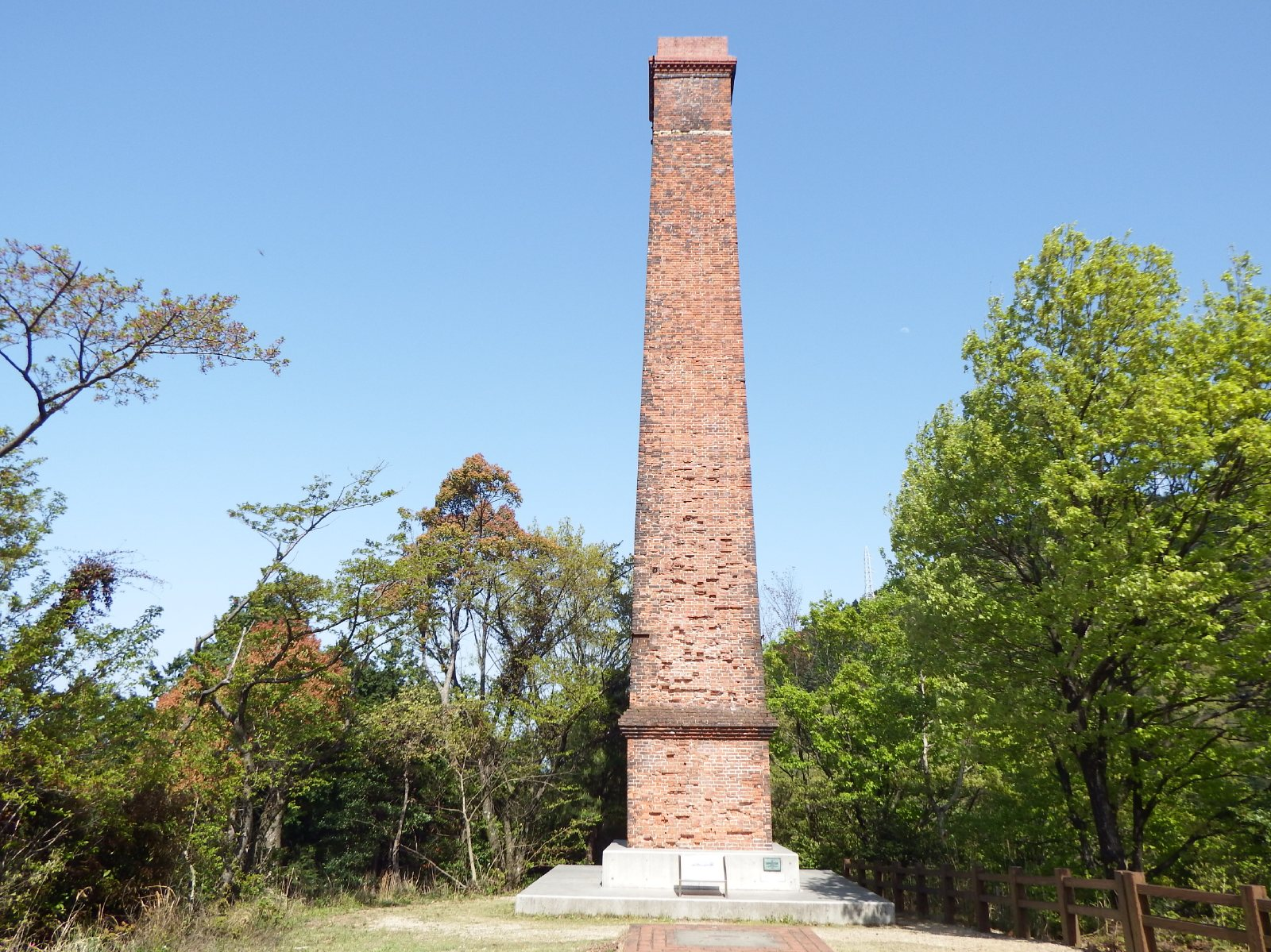
旧山根製錬所煙突
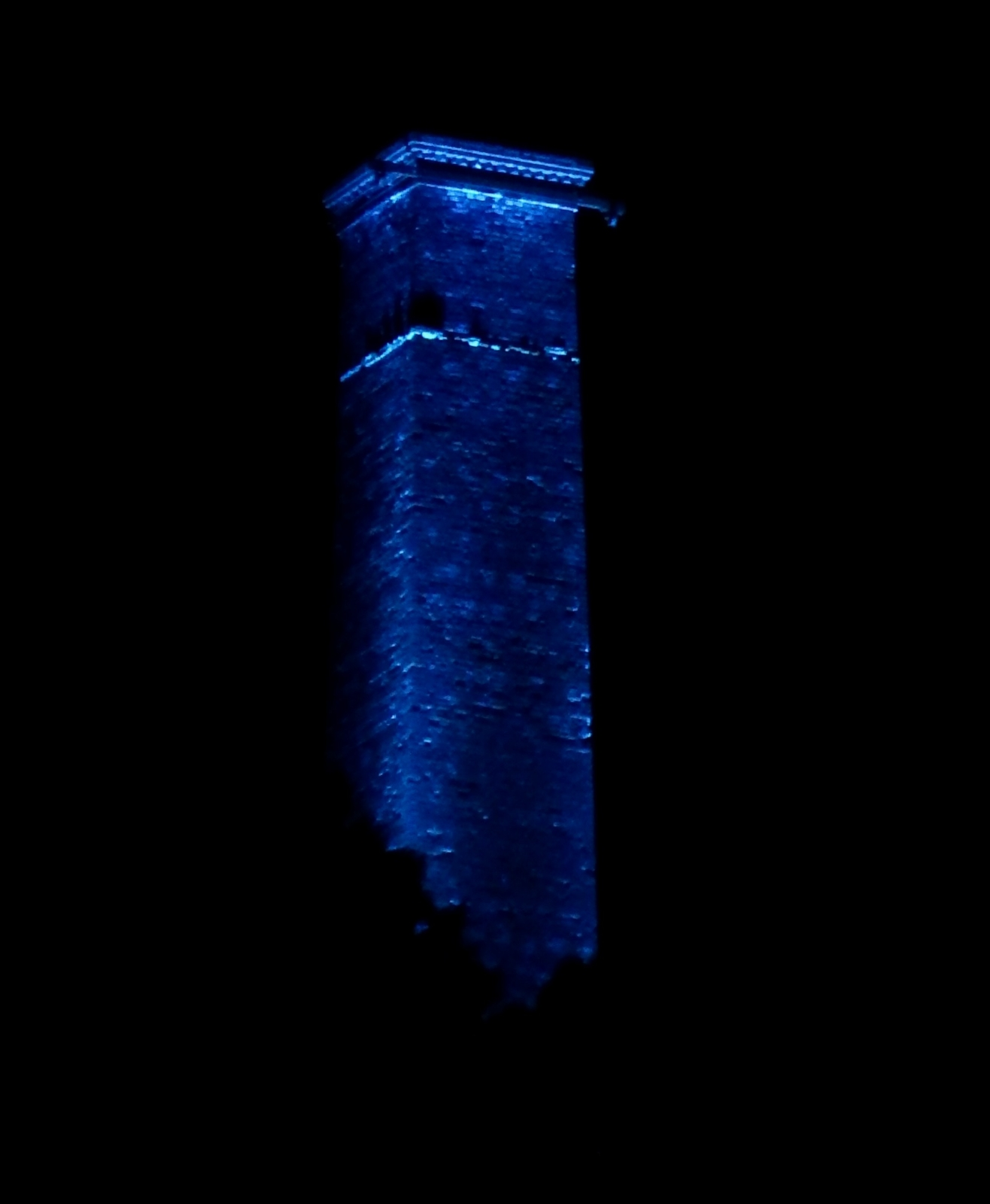
2021年春 ブルーにライトアップ
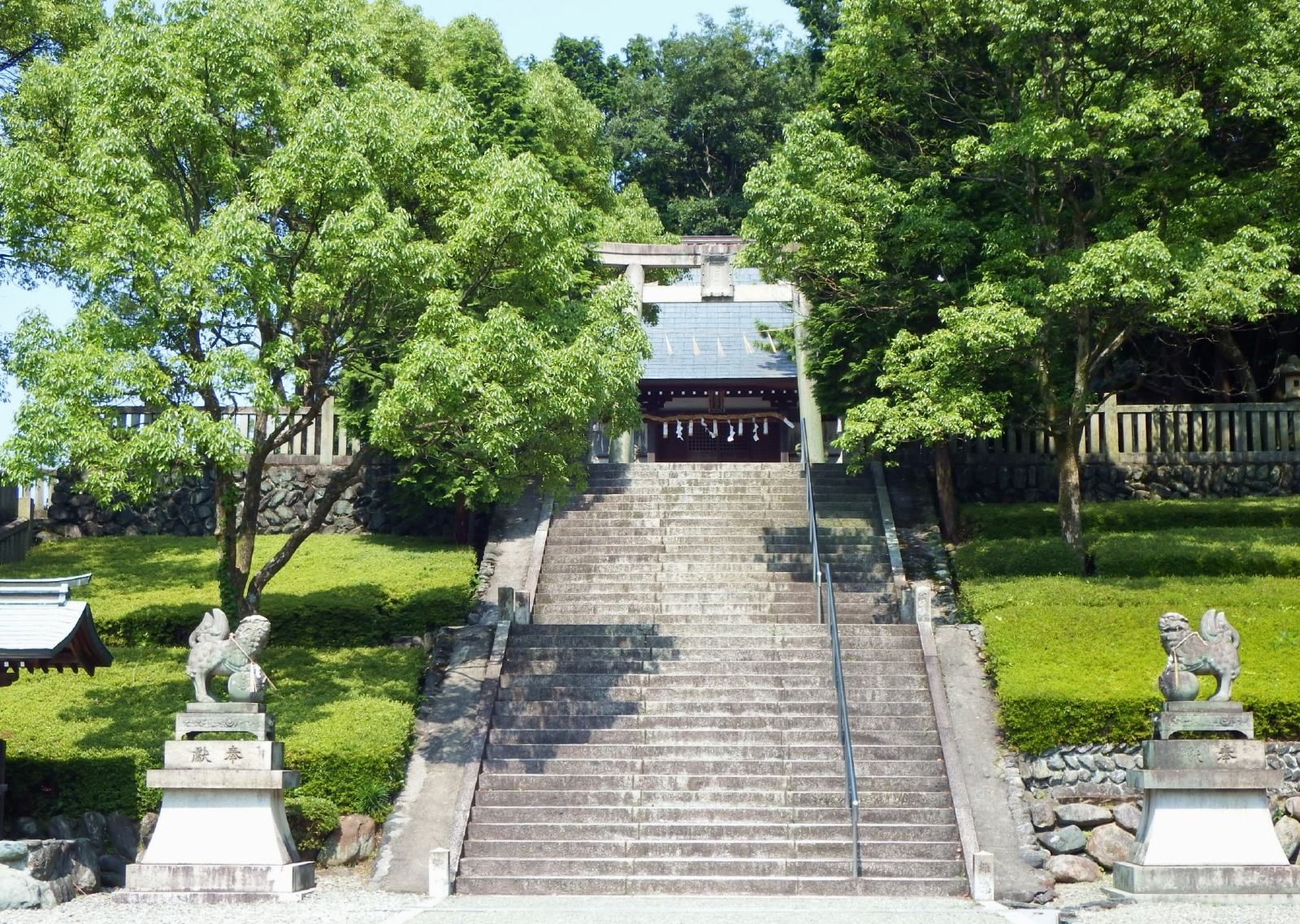
大山積神社
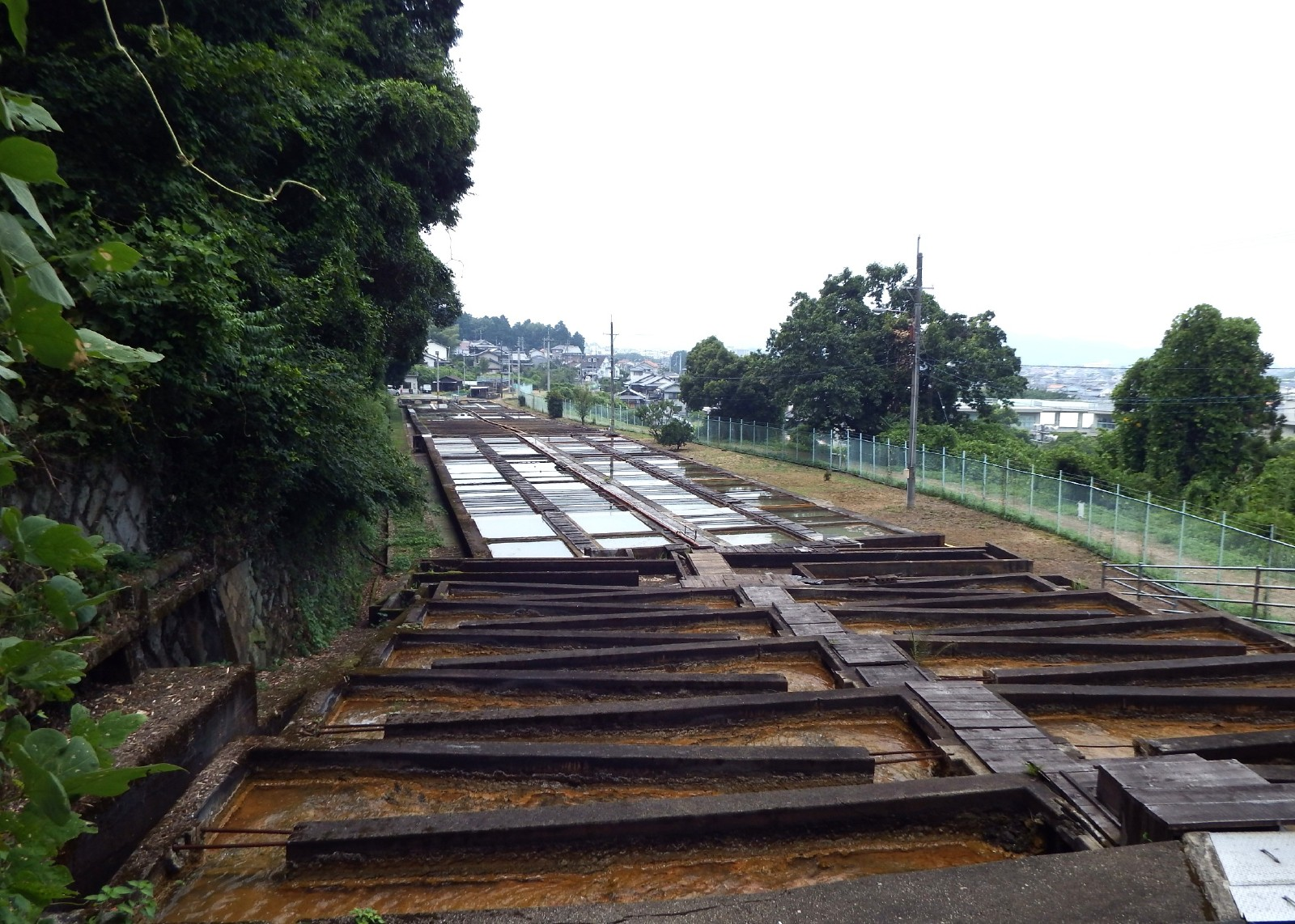
山根収銅所
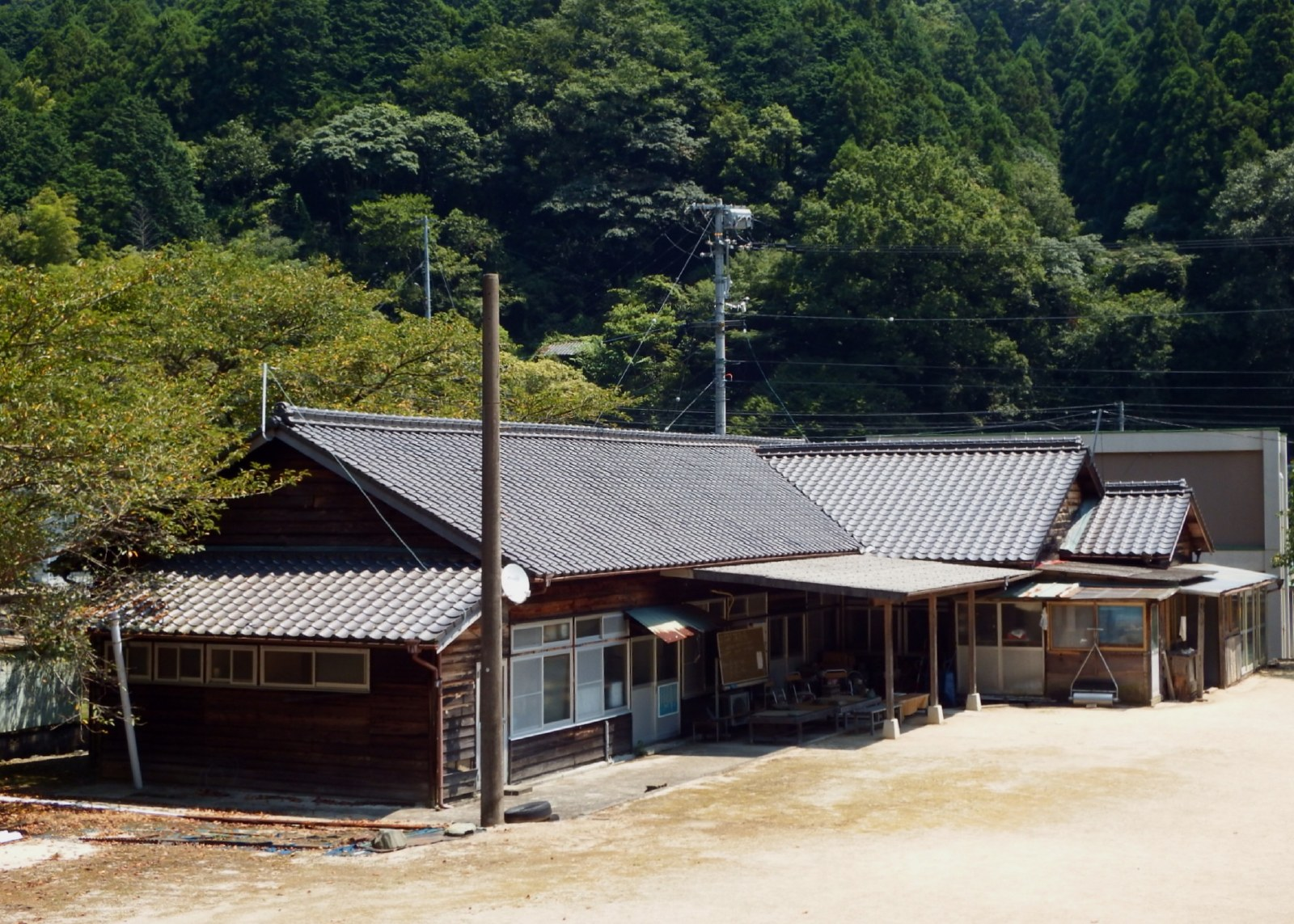
立川中宿・立川精銅所跡